# Denys Page
Sir Denys Lionel Page (Reading, 11 maggio 1908 – Tarset, 6 luglio 1978) è stato un filologo classico britannico, professore alle Università di Oxford e Cambridge.
Fu presidente della British Academy dal 1971 al 1974 e presidente del Cambridge University Cricket Club tra il 1971 e il 1973.

## Biografia
Il padre di Page fu Frederick Harold Dunn Page, un ingegnere civile dipendente della Great Western Railway, e sua madre Elsie Daniels. Page è stato educato alla St. Bartholomew's School e a Christ Church, Oxford, dove se guì i corsi di Gilbert Murray e J. D. Denniston. Nel 1928 vinse le borse di studio Craven e De Paravicini, il Chancellor's Prize per la composizione in versi in lingua latina, il Premio Gaisford per la composizione in versi in lingua greca e ottenne il massimo dei voti nelle discipline classiche.
Nel 1930 conseguì il First in Literae Humaniores. Giocò come fast bowler (lanciatore veloce) nella squadra di cricket di Christ Church College.
Page frequentò per un anno l'Università di Vienna grazie alla borsa di studio Derby; lì studiò sotto Ludwig Radermacher. Tornò poi a Christ Church come docente, diventando l'anno successivo Student e Tutor. Nel 1937 divenne Junior Censor.
Nel 1939 Page fu assegnato alla Government Code and Cypher School (GC&CS) di Bletchley Park. Nel 1942 divenne capo della sezione ISOS e membro del XX Comitato. Nel 1944 è stato Assistente alla GC&CS.
Page è stato nominato 34° Regius Professor of Greek all'università di Cambridge nel 1950, posizione che ha ricoperto fino al 1974, e ricoprì anche il ruolo di professore al Trinity College. Fu Master di Jesus College dal 1959 al 1973. Fu nominato cavaliere nel 1971.
Eletto membro della British Academy nel 1952, ricevette la sua Kenyon Medal nel 1969 e fu presidente dell'Accademia dal 1971 al 1974.

## Attività di ricerca
Page studiò prevalentemente la poesia greca di età arcaica, classica, ellenistica e imperiale. Pubblicò contributi e commenti a testi di Alcmane (il Partenio), Stesicoro, Ibico, Anacreonte, Simonide, Corinna. Assieme ad A. S. F. Gow pubblicò una ricostruzione, con testo critico, traduzioni e commento, della Corona di Filippo di Tessalonica come ricavabile dalla Antologia Palatina e l'edizione con traduzione e commento degli epigrammi ellenistici contenuti nella stessa crestomazia; assieme a John Dewar Denniston pubblicò un'edizione dell'Agamennone di Eschilo e poi, da solo, l'edizione critica di tutte le sette tragedie dello stesso poeta; produsse un'edizione critica degli epigrammi di Rufino e una raccolta di epigrammi greci della prima epoca imperiale, uscita postuma.
È principalmente ricordato per la sua edizione dei poeti greci arcaici (ora nota come PMG) e per aver curato, assieme a Edgar Lobel, l'edizione critica dei frammenti di Saffo e Alceo.
Fu anche un eccellente traduttore in greco e vinse il Gaisford Prize grazie alla sua resa in giambi di una scena del Pompey the Great di Masefield.

## Vita privata
Nel 1939, Page sposò a Roma Katharine Elizabeth Dohan,  figlia di Joseph Michael Dohan e Edith Hall Dohan (1877-1943) di Filadelfia, in Pennsylvania. Hanno avuto quattro figlie.

## Opere
- Tragic iambics: a translation of Masefield's Pompey the Great, Act 2, Scene I, Oxford 1928 [Gaisford Prize per la poesia greca].
- Actors' interpolations in Greek tragedy, studied with special reference to Euripides' Iphigeneia in Aulis, Oxford 1934
- A new chapter in the history of Greek tragedy, Cambridge 1951
- Alcman, The Partheneion, Oxford 1951
- Corinna, London 1953
- Poetarum Lesbiorum fragmenta (con Edgar Lobel), Oxford 1955
- Sappho and Alcaeus; introduction to the study of ancient Lesbian poetry, Oxford 1955
- The Homeric Odyssey, Oxford 1955
- Aeschylus, Agamemnon (con John Dewar Denniston), Oxford 1957
- History and the Homeric Iliad, Berkeley, University of California Press, 1959
- Poetae Melici Graeci. Alcmanis, Stesichori, Ibyci, Anacreontis, Simonidis, Corinnae, poetarum minorum reliquias, carmina popularia et convivialia quaeque adespota feruntur, Oxford 1962 [indicato come PMG]
- Lyrica Graeca selecta, Oxford 1968.
- The Santorini volcano and the destruction of Minoan Crete, Society for the Promotion of Hellenic Studies, London 1970
- Aeschyli septem quae supersunt tragoediae, Oxford 1972.
- Supplementum lyricis Graecis. Poetarum lyricorum Graecorum fragmenta quae recens innotuerunt, Oxford 1974
- The epigrams of Rufinus, Cambridge 1978
- Further Greek Epigrams. Epigrams before AD 50 from the Greek anthology and other sources, not included in Hellenistic epigrams or The garland of Philip, Cambridge 1981